# Aeroporto de Passo Fundo
O Aeroporto de Passo Fundo - Lauro Kurtz (IATA: PFB, ICAO: SBPF), também conhecido como Lauro Kortz, é um aeródromo público brasileiro, localizado no município brasileiro de Passo Fundo, estado do Rio Grande do Sul. 
Seu nome é uma homenagem ao piloto gaúcho Lauro Ignacio Kortz.
Conta com o segundo maior terminal de passageiros e é o terceiro mais movimentado aeroporto do Rio Grande do Sul.

## Reformas
Em 8 de abril de 2022, foram entregues as obras de reformulação do aeroporto, que consistem em um novo terminal de passageiros de 2.295 metros quadrados, novos pátio de aeronaves, pista de pouso e decolagens e taxiway, além de modernos equipamentos de controle aéreo. Tais investimentos elevaram a capacidade de operar trezentos passageiros por hora, além de aeronaves maiores.
O aeroporto é servido pela Gol Linhas Aéreas, que opera voos para o Aeroporto Internacional de Guarulhos, e Azul Linhas Aéreas, para Campinas, ambas em São Paulo. Em março de 2023, a LATAM Airlines Brasil também começou a operar neste aeroporto.

## Movimento de Passageiros

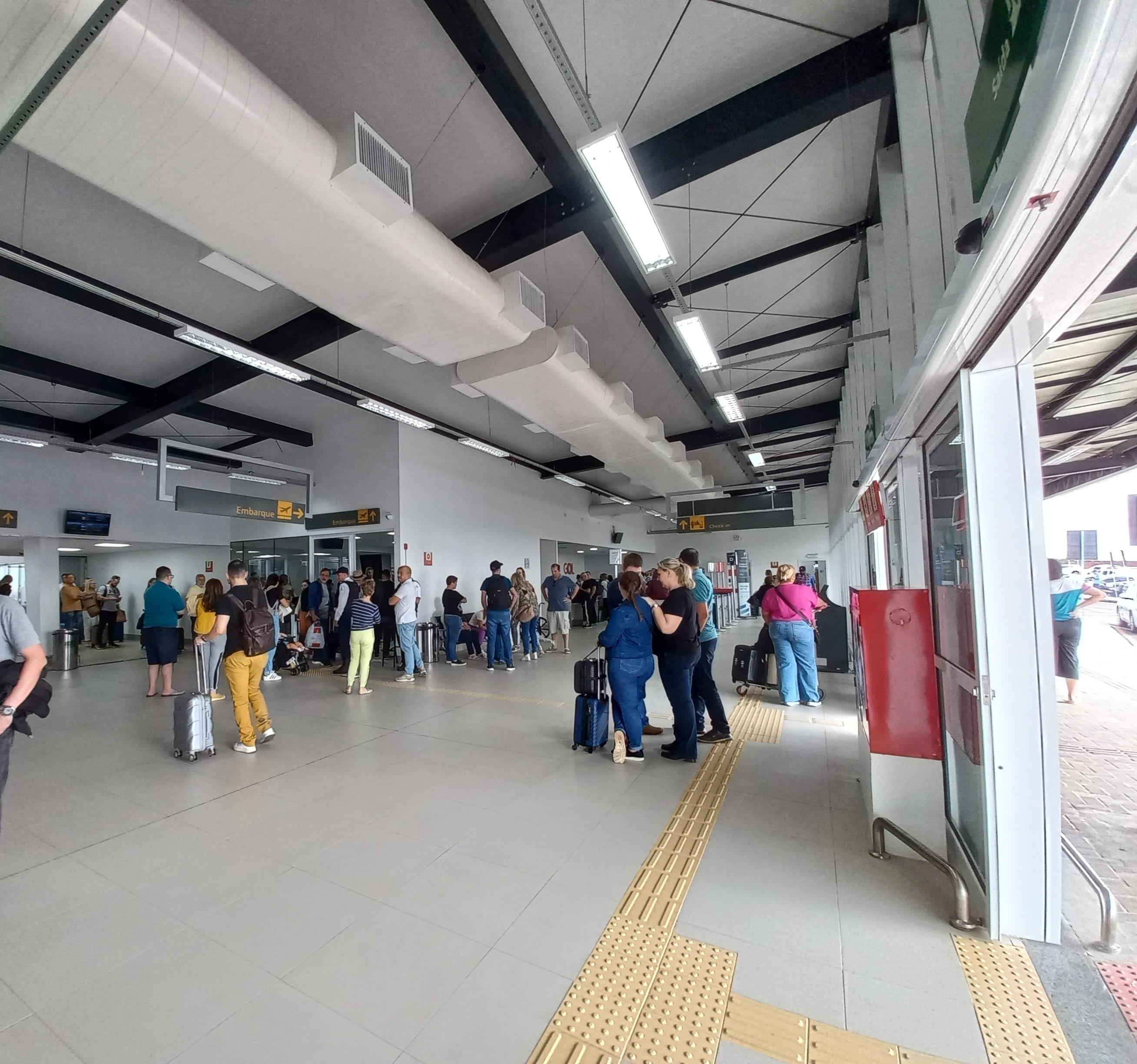
Vista da entrada do aeroporto.

| Ano  | Passageiros |
| ---- | ----------- |
| 2012 | 52.580      |
| 2013 | 79.227      |
| 2014 | 166.968     |
| 2015 | 159.208     |
| 2016 | 165.542     |
| 2017 | 156.714     |
| 2018 | 126.162     |